# Велиев, Сарвар Ягуб оглы
Сарвар Ягуб оглы Велиев (азерб. Vəliyev Sərvər Yaqub oğlu; род. 1974) — судья Верховного суда Азербайджана (с 2024).

## Биография
Родился в 1974 году. В 1996 году окончил юридический факультет Бакинского государственного университета.
В 1999 году являлся специалистом редакторской группы издания сборника законодательства Министерства юстиции Азербайджана. 
С 1999 по 2005 год являлся ведущим, главным специалистом управления законодательства и правовой пропаганды Министерства юстиции Азербайджана. 
С 2005 по 2006 год — специалист, с 2006 по 2009 год — советник отдела законодательства и правовой экспертизы Исполнительного Аппарата Президента Азербайджана.
С 2009 по 2012 год — старший советник, с 2012 по 2018 год — главный советник, с 2018 по 2019 год — начальник сектора конституционного законодательства отдела законодательства и правовой экспертизы Администрации Президента Азербайджана.
С 2019 по 2022 год — начальник сектора конституционного законодательства  отдела правовой экспертизы Администрации Президента Азербайджана.
С 2022 по 2024 год — начальник сектора гражданского и экономического законодательства отдела законодательства и правовой экспертизы Администрации Президента Азербайджана.
Судья коллегии по административным делам Верховного суда Азербайджана (с 8 октября 2024).

## Награды
- Медаль «Прогресс» (12 ноября 2018)[3]